# Master of Puppets (ドリーム・シアターのアルバム)
『Master of Puppets』（マスター・オブ・パペッツ）は、アメリカのヘヴィメタルバンド、ドリーム・シアターが2004年に発表したライブ・アルバム。
ドリーム・シアターのメンバーが敬愛するメタリカのアルバム『メタル・マスター』を再現したライブを収録。ドリーム・シアターのオフィシャルブートレグ専門のレーベル「YtseJam Records」より生産限定で販売されていた。2021年9月に最新マスタリングと新アートワークによって復刻された。

## 収録曲
1. Battery / バッテリー (5:15)
2. Master of Puppets / メタル・マスター (8:45)
3. The Thing That Should Not Be / ザ・シング (7:04)
4. Welcome Home (Sanitarium) / ウェルカム・ホーム（サニタリウム） (6:43)
5. Disposable Heroes / ディスポーザブル・ヒーローズ (8:11)
6. Leper Messiah / リパー・メサイア(5:58)
7. Orion / オライオン (9:20)
8. Damage, Inc. / ダメージ・インク (6:45)